# Dalian Shide
Dalian Shide (chiń. 大连实德足球俱乐部; pinyin Dàlián Shídé Zúqiú Jùlèbù), dawniej Dalian Wanda – chiński klub piłkarski z siedzibą w Dalian.

## Sukcesy
- 8-krotny mistrz Chin: 1994, 1996, 1997, 1998, 2000, 2001, 2002, 2005
- 2-krotny zdobywca Pucharu Chin: 2001, 2005
- 3-krotny zdobywca Superpucharu Chin: 1997, 2001, 2003
- 1-krotny finalista Azjatyckiej Ligi Mistrzów: 1997
- 1-krotny finalista Azjatyckiego Pucharu Zdobywców Pucharów: 2001